# 3º Corpo d'armata (Ucraina)
Il 3º Corpo d'armata (in ucraino 3-й армійський корпус?, 3-j armijs'kyj korpus, unità militare A5132) è un corpo d'armata delle Forze terrestri ucraine con base a Kiev.

## Storia
Il corpo è stato costituito il 14 marzo 2025 in seguito alla riforma delle Forze armate ucraine che prevede la transizione verso una struttura basata proprio sui comandi intermedi di corpo d'armata invece che sui gruppi tattici e operativi. È stato formato sulla base della 3ª Brigata d'assalto "Azov", il cui comandante, Andrіj Bіlec'kyj, ha assunto il comando del corpo. All'inizio di luglio è stata parzialmente rivelata la composizione della formazione, la quale ha incluso nel proprio organico anche il Reggimento Kraken, unità alle dipendenze della Direzione principale dell'intelligence. Inoltre diversi reparti di supporto della 3ª Brigata sono stati espansi ed subordinati direttamente al corpo d'armata. A luglio il corpo ha assunto il controllo del settore di fronte a nordest di Lyman, sostituendo il Gruppo tattico "Kreminna", ottenendo risultati positivi nella difesa dell'area. Oltre alla 3ª Brigata d'assalto si sono quindi unite al corpo anche la 53ª, 60ª e 63ª Brigata meccanizzata schierate nell'area, seguite dalla 125ª Brigata meccanizzata pesante.

## Struttura
- Comando di corpo d'armata[7]
- 3ª Brigata d'assalto "Azov" (unità militare A4638)
- 53ª Brigata meccanizzata "Principe Vladimir Monomaco" (unità militare А0536)
- 60ª Brigata meccanizzata "Inhulec" (unità militare A1962)
- 63ª Brigata meccanizzata (unità militare А3719)
- 125ª Brigata meccanizzata pesante (unità militare А7381)
- Reggimento Kraken (unità militare A0458)
- Reggimento missilistico contraereo "Aquila"
- 21º Reggimento sistemi senza pilota
- 3º Battaglione ricognizione
- 4º Battaglione medico
- 25º Battaglione anticarro
- 122º Battaglione comunicazioni (unità militare A5132)
- 525º Battaglione sicurezza e servizio
- Battaglione genio
- Battaglione manutenzione
- 311ª Compagnia guerra elettronica (unità militare А5138)

## Comandanti
- Colonnello Andrіj Bіlec'kyj (marzo 2025 - in carica)[8]